# Les Sibériens
Pour plus de détails, voir Fiche technique et Distribution.
Les Sibériens (Сибиряки, Sibiryaki) est un film soviétique réalisé par Lev Koulechov, sorti en 1940,,.

## Synopsis
Le soir du Nouvel An, un vieux chasseur raconte à Serioja et Petia une légende populaire où Staline fuyant l'exil avec l'aide d'un chasseur donne à ce dernier sa pipe en souvenir de leur aventure. Le chasseur périt pendant la guerre civile et la pipe reste chez l'un de ses compagnons d'armes. Les garçons décident de trouver la pipe et de la donner à Staline.

## Fiche technique
- Réalisation : Lev Koulechov
- Scénario  : Aleksandr Vitenzon
- Photographie : Mikhail Kirillov
- Musique : Zinovi Feldman
- Décors : Leonid Obolenskiï
- Montage : Lev Kulechov, K. Rutchteïn
- Production : Soyuzdetfilm

## Distribution
- Aleksandra Kharitonova : Valia
- Alexander Kuznetsov : Serioja Krylov
- Maria Vinogradova : Galka
- Mikheil Gelovani : Joseph Staline
- Daniil Sagal : Aleksei, oncle de Valia
- Tamara Altseva : Anna Fiodorovna, enseignante
- Gueorgui Milliar : vieux Jakob
- Alexandra Khokhlova : Pélageia, mère de Serioja
- Andreï Faït : Vassili Vassilievitch, médecin
- Andreï Gortchiline : directeur du kolkhoze
- Sergueï Komarov : Térenti
- Dmitri Orlov : vieux chasseur